# Polska na Letnich Igrzyskach Paraolimpijskich 2016
Polskę na Letnich Igrzyskach Paraolimpijskich 2016 w Rio de Janeiro reprezentowało 90 sportowców w 13 dyscyplinach. Chorążym podczas ceremonii otwarcia został kolarz szosowy Rafał Wilk.

## Zdobyte medale
| Medal  | Sportowiec                                         | Dyscyplina            | Konkurencja                             | Data        |
| ------ | -------------------------------------------------- | --------------------- | --------------------------------------- | ----------- |
| Złoto  | Ewa Durska                                         | lekkoatletyka         | pchnięcie kulą (T20)                    | 10 września |
| Złoto  | Maciej Lepiato                                     | lekkoatletyka         | skok wzwyż (T44)                        | 12 września |
| Złoto  | Maciej Sochal                                      | lekkoatletyka         | rzut maczugą (F31/32)                   | 13 września |
| Złoto  | Natalia Partyka                                    | tenis stołowy         | gra pojedyncza (C10)                    | 13 września |
| Złoto  | Rafał Wilk                                         | kolarstwo szosowe     | jazda na czas (H4)                      | 14 września |
| Złoto  | Jakub Tokarz                                       | parakajakarstwo       | sprint KL1                              | 15 września |
| Złoto  | Barbara Niewiedział                                | lekkoatletyka         | bieg na 1500 m (T20)                    | 16 września |
| Złoto  | Natalia Partyka Karolina Pęk Katarzyna Marszał     | tenis stołowy         | gra drużynowa (C6–10)                   | 17 września |
| Złoto  | Iwona Podkościelna Aleksandra Tecław (pilot)       | kolarstwo szosowe     | wyścig ze startu wspólnego (tandem - B) | 17 września |
| Srebro | Robert Jachimowicz                                 | lekkoatletyka         | rzut dyskiem (F52)                      | 8 września  |
| Srebro | Bartosz Tyszkowski                                 | lekkoatletyka         | pchnięcie kulą (F41)                    | 8 września  |
| Srebro | Wojciech Makowski                                  | pływanie              | 100 m st. grzbietowym (S11)             | 9 września  |
| Srebro | Michał Derus                                       | lekkoatletyka         | bieg na 100 m (T45/46/47)               | 11 września |
| Srebro | Krystyna Siemieniecka                              | tenis stołowy         | gra pojedyncza (C11)                    | 11 września |
| Srebro | Alicja Fiodorow                                    | lekkoatletyka         | bieg na 100 m (T47)                     | 11 września |
| Srebro | Patryk Chojnowski                                  | tenis stołowy         | gra pojedyncza (C10)                    | 12 września |
| Srebro | Daniel Pek                                         | lekkoatletyka         | bieg na 1500 m (T20)                    | 13 września |
| Srebro | Rafał Czuper                                       | tenis stołowy         | gra pojedyncza (C2)                     | 13 września |
| Srebro | Anna Harkowska                                     | kolarstwo szosowe     | jazda na czas (C5)                      | 14 września |
| Srebro | Marzena Zięba                                      | podnoszenie ciężarów  | kat. +86 kg                             | 14 września |
| Srebro | Lucyna Kornobys                                    | lekkoatletyka         | pchnięcie kulą (F34)                    | 14 września |
| Srebro | Karolina Kucharczyk                                | lekkoatletyka         | skok w dal (T20)                        | 15 września |
| Srebro | Rafał Wilk                                         | kolarstwo szosowe     | wyścig ze startu wspólnego (H4)         | 15 września |
| Srebro | Alicja Fiodorow                                    | lekkoatletyka         | bieg na 200 m (T47)                     | 16 września |
| Srebro | Jacek Gaworski Michał Nalewajek Dariusz Pender     | szermierka na wózkach | floret drużynowo                        | 16 września |
| Srebro | Anna Harkowska                                     | kolarstwo szosowe     | wyścig ze startu wspólnego (C4–5)       | 17 września |
| Srebro | Janusz Rokicki                                     | lekkoatletyka         | pchnięcie kulą (F56/57)                 | 17 września |
| Brąz   | Anna Trener-Wierciak                               | lekkoatletyka         | skok w dal (T38)                        | 11 września |
| Brąz   | Adrian Castro                                      | szermierka na wózkach | szabla indywidualnie (kat. B)           | 12 września |
| Brąz   | Oliwia Jabłońska                                   | pływanie              | 100 m stylem motylkowym (S9)            | 12 września |
| Brąz   | Piotr Grudzień                                     | tenis stołowy         | gra pojedyncza (C8)                     | 13 września |
| Brąz   | Katarzyna Piekart                                  | lekkoatletyka         | rzut oszczepem (F45/46)                 | 13 września |
| Brąz   | Karolina Pęk                                       | tenis stołowy         | gra pojedyncza (C9)                     | 13 września |
| Brąz   | Barbara Niewiedział                                | lekkoatletyka         | bieg na 400 m (T20)                     | 13 września |
| Brąz   | Kamila Kubas                                       | parakajakarstwo       | sprint KL1                              | 15 września |
| Brąz   | Michał Nalewajek Dariusz Pender Kamil Rząsa        | szermierka na wózkach | szpada drużynowo                        | 15 września |
| Brąz   | Milena Olszewska                                   | łucznictwo            | łuk olimpijskim kat. open               | 15 września |
| Brąz   | Lech Stoltman                                      | lekkoatletyka         | pchnięcie kulą (F55)                    | 16 września |
| Brąz   | Patryk Chojnowski Piotr Grudzień Marcin Skrzynecki | tenis stołowy         | gra drużynowa (C9–10)                   | 17 września |